# Vulaines-sur-Seine
Vulaines-sur-Seine (pronuncia francese /vyl.ɛn.syʁ.sɛn/) è un comune francese di 2 614 abitanti situato nel dipartimento di Senna e Marna nella regione dell'Île-de-France.

## Società

### Evoluzione demografica
Abitanti censiti

## Monumenti e luoghi d'interesse
- Chiesa di Sant'Eligio (Vulaines-sur-Seine)